# Znak (písmo)

Řecké písmeno „lambda“

V typografii je znak základní jednotkou psaného jazyka, psaného nebo tištěného projevu. V lingvistice se pro znak písma užívá pojem grafém.

## Druhy znaků
Znaky jsou rozlišovány podle jejich významu na
- hlásková písmena, zpravidla několik desítek pro daný jazyk,
- slabičné znaky – japonské, korejské a podobně znaky s významem slabik, zpravidla asi 100 až 200 v daném jazyce,
- číslice, zpravidla 10,
- znaky interpunkce čili interpunkční znaménka, kolem 20 znaků, v některých písmech nejsou zavedené
- hieroglyfy a logogramy – znaky s významem slov, pojmů, např.
  - čínské znaky, užívané v čínských jazycích, ale také převzaté do jiných východoasijských jazyků,
  - smajlíky,
- typografické značky.